# Moderner Illyrismus
Als Moderner Illyrismus wird die Anknüpfung und Zurückführung einer Ethnie oder eines Staates auf das antike Volk der Illyrer bezeichnet, deren Stämme zwischen 2000 v. Chr. und 600 n. Chr. Illyrien, also den westlichen Teil der Balkanhalbinsel, besiedelten.

## Hintergrund
Durch ihren halb legendenhaften Charakter eigneten sich die Illyrer gut als Anknüpfungspunkt für nationale Identitätsstiftung. Seit dem 19. Jahrhundert gibt es Bestrebungen im Raum der Balkanhalbinsel, die Herkunft des eigenen Volkes auf antike Völker zurückzuführen (vergleiche zu diesem Vorgehen auch Herkunftssage bzw. Ansippung).

## Südslawischer Illyrismus
Die Vorkämpfer der südslawischen nationalen Bewegungen im 19. Jahrhundert behaupteten, dass ihre Völker von den Illyrern abstammen. Besonders verbreitet war diese These bei den Kroaten. Der südslawische Illyrismus postulierte die ethnische Einheit aller Südslawen, die nur in eng verwandte Stämme untergliedert seien. Bereits Ende des 19. Jahrhunderts spielte die Illyrer-These für die südslawischen Nationalismen keine Rolle mehr, da es klar war, dass die Südslawen im 6. Jahrhundert aus dem Norden eingewandert waren. In südslawischen Ländern, wie beispielsweise Slowenien und Kroatien gibt es noch Erinnerungen an die dort damals lebenden Illyrer, wie zum Beispiel die heutige slowenische Stadt Ilirska Bistrica und kroatische Gebietsnamen, wie Istrien oder Dalmatien, welche von den damaligen dort lebenden illyrischen Stämmen der Histrier und Dalmatier abgeleitet wurden.

## Albanischer Illyrismus
Die Beziehung der antiken Illyrer zu den Albanern ist in der Forschung umstritten. Vor allem albanische, aber auch einzelne nichtalbanische Forscher sind der Meinung, dass die albanische Sprache die Nachfolgerin des Illyrischen sei. Da es nur sehr wenige Quellen, ausschließlich kurze Inschriften sowie einzelne Orts-, Völker- und Personennamen, für die illyrische Sprache gibt, ist eine Beweisführung sehr schwierig. Am wahrscheinlichsten ist jedoch, dass die Illyrer zwar durchaus in einer Beziehung zu den heutigen Albanern stehen, aber dabei nur eines von mehreren Elementen der Ethnogenese dieses Volkes darstellen.
Manche illyrische Stammes- und Königsnamen sind bei den Albanern heute wieder verbreitet; die meisten dieser Namen haben eine Bedeutung in der heutigen albanischen Sprache. Allerdings geht der häufige Gebrauch altillyrischer Personennamen unter den Albanern im Wesentlichen auf die realsozialistische Zeit in der zweiten Hälfte des 20. Jahrhunderts zurück und es handelt sich keineswegs um eine ungebrochen aus der Antike bis in die Gegenwart reichende Traditionslinie. Die Kommunisten Albaniens propagierten die illyrische Abstammung der Albaner und lehnten gleichzeitig offensichtliche muslimische oder christliche Namen ab. So kam es zum Rückgriff auf das altillyrische Namensgut. Auch bei national gesinnten Albanern im alten Jugoslawien (Kosovo, Mazedonien, Serbien und Montenegro) erfreuten sich illyrische Vornamen seit den 1970er Jahren wachsender Beliebtheit.
Zu Geschichte und Ethnogenese der Albaner siehe auch: Albaner#Geschichte